# توماس بولين
توماس بولين (1477 – 12 مارس 1539) دبلوماسي إنجليزي في عهد أسرة تيودور، والإيرل الأول لويلتشير. ولد في قلعة هيفر في كنت، الذي كان قد اشتراها جده جيوفري بولين، الذي كان من الأثرياء، ووالداه هما السير ويليام بولين والليدي مارغريت بتلر.
كان توماس كاثوليكيًا حتى وفاته، وهو والد آن بولين، الزوجة الثانية للملك هنري الثامن ملك إنجلترا، وجد الملكة الملكة إليزابيث الأولى، كما له أيضًا من الأولاد ماري التي كانت عشيقة للملك هنري الثامن قبل زواجه من شقيقتها، وجورج.
وفي عام 1503، رافق مارغريت تيودور للتوجه إلى اسكتلندا للزواج من جيمس الرابع ملك اسكتلندا. ومنح لقب "فارس"، في حفل تتويج هنري الثامن.
تم تعيينه سفيرًا في هولندا، حيث التقى الأرشيدوقة مارغريت دوقة سافوي، والتي كانت مثل توماس تتحدثت الفرنسية واللاتينية، وإعجابًا منها بشخصه قبلت ابنته آن كوصيفة لها.
من خلال قدراته واتصالاته، أصبح واحدصا من الدبلوماسيين المرموقين، فشغل مناصب :
- بين عامي 1511 و 1517 : شريف كنت
- عام 1512 : أحد ثلاثة مبعوثين إلى هولندا.
- بين عامي 1518-1521 : سفير إنجلترا لدى فرنسا.
- بين عامي 1521 و 1523 : مبعوث إلى شارل الخامس الإمبراطور الروماني المقدس.
- عام 1527 : واحد من مبعوث كبير إلى فرنسا
- عام 1529 : مبعوث إلى الإمبراطور شارل الخامس والبابا كليمنت السابع، للحصول على الدعم لطلاق الملك هنري الثامن وكاثرين أراغون.
- في عام 1530، عين بولين حاملاً للختم الملكي. وبعد إعدام ابنته آن، عزل من هذا المنصب.[4]